# Коюкук (национальный резерват дикой природы)
Коюкук (англ. Koyukuk National Wildlife Refuge) — резерват дикой природы США на территории зоны переписи населения Юкон-Коюкук (Аляска). 
Создан 2 декабря 1980 года. Площадь — 14 000 км².

## История
Национальный резерват дикой природы Коюкук был создан  2 декабря 1980 года природоохранным законом Alaska National Interest Lands Conservation Act.

## Описание
Резерват частично включает бассейн реки Коюкук (приток Юкона) с прилегающими водно-болотными угодьями и низкими горами. Резерват является частью одноименного заповедника дикой природы.
На территории резервата разрешена охота и рыбалка. Резерват открыт для кемпингов, но здесь туристы должны быть готовы, что останутся один на один с природой. Местные жители (преимущественно индейский народ коюконы) для жизни занимаются охотой и собирательством.
Наиболее удобный способ добраться — авиационный через гражданский аэропорт Галина, связанный с аэропортами Анкориджа и Фэрбанкса. Добраться к резервату можно на моторной лодке за два дня по реке Коюкук и Юкон (зимой — на снегоходах) или маленьком самолёте за час с близлежащего города Галина.
Южнее к резервату примыкает другой резерват Инноко, площадью 3 000 км².

## Природа
Растительность резервата представлена субарктическими хвойными лесами, где доминирует ель.
Из-за заболоченной местности резервата он является местом гнездования и миграции тысяч птиц. Река Коюкук является местом миграции множества рыб семейства лососевые (сёмга, сибирский хариус, нельма и другие). Леса резервата — место обитания множества млекопитающих таких как барибал, лось, волк, бобёр, ондатра, куница, норка. Карибу с западной Арктики в зимний период находят пристанище в резервате.